# Liste der Bodendenkmäler in Rödinghausen
Die Liste der Bodendenkmäler in Rödinghausen enthält die denkmalgeschützten unterirdischen baulichen Anlagen, Reste oberirdischer baulicher Anlagen, Zeugnisse tierischen und pflanzlichen Lebens und paläontologischen Reste auf dem Gebiet der Gemeinde Rödinghausen im Kreis Herford in Nordrhein-Westfalen (Stand: August 2020). Diese Bodendenkmäler sind in Teil B der Denkmalliste der Gemeinde Rödinghausen eingetragen; Grundlage für die Aufnahme ist das Denkmalschutzgesetz Nordrhein-Westfalen (DSchG NRW).
| Bild | Bezeichnung | Lage         | Beschreibung                                                                                                | Bauzeit | Eingetragen seit | Denkmal- nummer |
| ---- | ----------- | ------------ | --- | ------- | ---------------- | --------------- |
| BW   | Gut Böckel  | Bieren Karte | baugeschichtliche Resten der Anlage, die möglicherweise bis mindestens in das 14. Jahrhundert zurückreichen |         |                  |                 |